# Chilodes cinerea
Chilodes cinerea är en fjärilsart som beskrevs av Alphéraky 1889. Chilodes cinerea ingår i släktet Chilodes och familjen nattflyn. Inga underarter finns listade i Catalogue of Life.